# Pacyfikacja wsi Wyszanów
Pacyfikacja wsi Wyszanów – zbrodnia wojenna popełniona przez niemiecki Wehrmacht podczas kampanii wrześniowej 1939 roku.
Drugiego dnia wojny żołnierze niemieckiej 10 Dywizji Piechoty doszczętnie spalili nadgraniczny Wyszanów. Od kul, płomieni oraz wrzucanych do piwnic granatów zginęły 22 osoby – w większości starcy, kobiety i dzieci. Dzień wcześniej (1 września 1939) Niemcy wywieźli w głąb Rzeszy wszystkich zdolnych do noszenia broni mężczyzn z Wyszanowa. Dwóch z nich zostało po drodze zamordowanych przez konwojentów, co podniosło łączną liczbę ofiar pacyfikacji do 24.

## Preludium
We wrześniu 1939 roku Wyszanów w powiecie kępińskim leżał w odległości ok. 30 km od ówczesnej granicy polsko-niemieckiej. Oddziały niemieckie wkroczyły do wsi już 1 września w godzinach popołudniowych (prawdopodobnie ok. godziny 14:00). Wyszanów zajęto bez jednego wystrzału, gdyż we wsi nie stacjonowały żadne zwarte oddziały Wojska Polskiego. Jedynie żołnierze z rozbitych polskich oddziałów przemykali co jakiś czas jej opłotkami.
Zaraz po wkroczeniu do Wyszanowa Niemcy zatrzymali niemal wszystkich mężczyzn zdolnych do noszenia broni (ok. 30 osób). Zostali oni uwięzieni w domu naprzeciw kościoła, gdzie dołączyło do nich jeszcze kilkunastu polskich jeńców wojennych. 2 września w godzinach porannych Niemcy wywieźli wszystkich zatrzymanych w kierunku Podzamcza. Mężczyźni z Wyszanowa zostali następnie wywiezieni do obozu pod Norymbergą, gdzie spędzili kilka tygodni. Po drodze, w okolicach Mechnic, niemieccy konwojenci zabili dwóch zatrzymanych – Walentego Kosa i Michała Powolnego.

## Przebieg masakry
Poranek 2 września minął w Wyszanowie stosunkowo spokojnie. Około południa do wsi wkroczyła jednak kolejna niemiecka jednostka. Wybuchła gwałtowna strzelanina, po której zakończeniu Niemcy rozpoczęli pacyfikację Wyszanowa. Żołnierze szli od domu do domu, podpalając zabudowania i obrzucając granatami piwnice. Większość mieszkańców wsi spędzono do miejscowej karczmy. Kilka osób zostało zastrzelonych – m.in. Hipolit Stasiak (oskarżony o strzelanie do niemieckich żołnierzy) i Adam Kałamuk (zabrany na plebanię i tam zamordowany). W niewyjaśnionych okolicznościach zabito Wincentego Wolnego z pobliskiej Lubczyny. Największa masakra miała jednak miejsce na terenie gospodarstwa Marcina Szyszki, w którego piwnicy ukryło się 21 kobiet i dzieci. Niemieccy żołnierze obrzucili piwnicę granatami, na skutek czego 13 osób zginęło na miejscu, a kolejne trzy zmarły w szpitalu z powodu odniesionych obrażeń. W gronie ofiar znalazła się m.in. żona Szyszki oraz jego czworo dzieci w wieku od 3 do 12 lat.
Z obliczeń Wacława Majchrzaka wynika, że 2 września 1939 w Wyszanowie zamordowano 22 Polaków. Jeżeli dodać do tego jeszcze dwóch mężczyzn zastrzelonych pod Mechnicami, to liczba ofiar pacyfikacji wzrasta do 24. W gronie zamordowanych znalazło się 11 dzieci. Niemcy spalili 27 gospodarstw – w tym 12 całkowicie a 15 częściowo.
Polscy historycy przypuszczali, że pacyfikacji dokonano w ramach zemsty za patriotyczną postawę zaprezentowaną przez mieszkańców Wyszanowa w latach 1918–1919 lub w odwecie za opór stawiany przez garstkę polskich żołnierzy w pobliskiej Lubczynie (folwark oddalony ok. kilometr od Wyszanowa). Z dokumentów, do których dotarł niemiecki historyk Jochen Böhler, wynika jednak, że masakra w Wyszanowie była efektem „partyzanckiej psychozy” panującej w szeregach Wehrmachtu. Podczas przemarszu niemieckiej jednostki przez wieś doszło do przypadkowej strzelaniny. W jej wyniku nie ucierpiał żaden Niemiec – we wsi nie było zresztą polskich żołnierzy, ani nawet mężczyzn zdolnych do noszenia broni. Zdenerwowani i niedoświadczeni żołnierze uznali jednak, że przyczyną strzelaniny był „atak partyzantów” i natychmiast przystąpili do brutalnej akcji odwetowej, której ofiarą padli bezbronni cywile.
Przez długi czas nie było wiadomo, która niemiecka jednostka dokonała pacyfikacji Wyszanowa. Polscy historycy spekulowali, iż mógł to być pułk Leibstandarte SS „Adolf Hitler”. Z dokumentów, do których dotarł Jochen Böhler, wynika jednak, że masakry dokonali żołnierze 3 kompanii zmotoryzowanej 10 batalionu saperów z Ingolstadt (10 Dywizja Piechoty). Sierżant Simmet, dowódca jednego z pododdziałów tej jednostki, był autorem udramatyzowanego raportu z walk w Polsce, zatytułowanego Brückenschlag und Häuserkampf in Ostrówek (pol. „Budowa mostów i walki o budynki w Ostrówku”). W owym dokumencie pacyfikację Wyszanowa opisano jako odwet na „wyszanowskich mordercach czających się w oknach i zasadzkach”. Simmet napisał m.in.: „prawo międzynarodowe przewiduje dla partyzantów tylko karę śmierci. I bardzo dobrze. Nawet ich pogrzebaliśmy, wprawdzie nie po chrześcijańsku, bo każdego w osobnym krematorium!”.
Niemal w tym samym czasie żołnierze 10 Dywizji Piechoty spacyfikowali także sąsiedni Torzeniec (ok. 4 kilometry na wschód od Wyszanowa). W nocy z 1 na 2 września 1939 niemiecki 41 pułk piechoty spalił wieś i zamordował szesnastu jej mieszkańców. Następnego dnia rozstrzelano jeszcze osiemnastu mężczyzn z Torzeńca oraz trzech jeńców wojennych, co podniosło łączną liczbę ofiar pacyfikacji do 37.

## Epilog
20 września 1939 ofiary pacyfikacji Wyszanowa i Torzeńca zostały ekshumowane i pogrzebane na cmentarzu w Wyszanowie. Spoczęły tam szczątki 20 ofiar zbrodni w Wyszanowie. Ciała Walentego Kosa i Michała Powolnego, a także Stefanii Kanickiej i Łucji-Heleny Wróbel (zmarłych z ran) pochowano na cmentarzu w Mechnicach.